# Armando Peverelli
Armando Peverelli   (Milà, 2 de desembre de 1921 - Fino Mornasco, 18 de juliol de 1981) és un ciclista italià, que fou professional entre 1946 i 1951. Va participar al Tour de França de 1949.

## Palmarès

#### Resultats al Tour de França[1]
- 1949. Eliminat (17à etapa)

#### Resultats al Giro d'Itàlia[1]
- 1947. 28è de la classificació general
- 1948. 21è de la classificació general
- 1950. 37è de la classificació general